# Hold You Tight
Pour plus de détails, voir Fiche technique et Distribution.
Hold You Tight (愈快樂愈墮落, Yue kuai le, yue duo luo) est un film hongkongais réalisé par Stanley Kwan, sorti en 1998.

## Synopsis
Un homme débarque a Hong Kong et il rencontre une demoiselle et il tombe amoureux d'elle.

## Fiche technique
- Titre : Hold You Tight
- Titre original : 愈快樂愈墮落 (Yue kuai le, yue duo luo)
- Réalisation : Stanley Kwan
- Scénario : Jimmy Ngai et Elmond Yeung
- Photographie : Pung-Leung Kwan
- Pays de production : Hong Kong
- Format : Couleurs - 1,66:1
- Genre : romance
- Durée : 99 minutes
- Date de sortie : 1998

## Distribution
- Chingmy Yau : Ah Moon / Rosa Gao
- Sunny Chan : Fung Wai
- Eric Tsang : Tong
- Lawrence Ko : Dou Jie
- Sandra Ng Kwan Yue : Video Dealer